# Мајкл Ганинг
Мајкл Џејмс Ганинг (енгл. Michael James Gunning; Манчестер, 29. април 1994) јамајкански је пливач чија специјалност су трке слободним и делфин стилом на 200 метара. Вишеструки је национални првак и рекордер.
Крајем 2018. године током учешћа у британском ријалити програму The Bi Life Ганинг се јавно декларисао као геј мушкарац, а током 2019. године магазин Attitude му је доделио признање Pride Award за промоцију права ЛГБТ+ особа у свету спорта.

## Спортска каријера
Иако је спортску каријеру започео наступајући за јуниорске селекције Уједињеног Краљевства, крајем 2016. године променио је спортско држављанство и одлучио да у будућности наступа под заставом Јамајке, родне земље свог оца. За Јамајку је дебитовао на светском првенству у Будимпешти 2017. (што је уједно био и његов деби на великим такмичењима), где се такмичио у тркама на 200 слободно (43) и 200 делфин (35. место). У истим дисциплинама такмичио се и две године касније, у корејском Квангџуу 2019 — на 200 слободно био је 39, а на 200 делфин тек на 42. месту. 
Најбоље резултате у дотадашњој каријери на међународној сцени остварио је на Панамеричким играма 2019. у Лими где је успео да се пласира у Б-финала на 200 дефлин и 200 слободно. 